# Alamire
Alamire ist eine Tragödie in fünf Aufzügen von Voltaire. Der Text ist die in Berlin entstandene vierte Fassung von Voltaires Tragödie Adélaïde du Guèsclin von 1734. Das Manuskript wurde im Nachlass Voltaires gefunden, aber wegen der Nähe zur dritten Fassung erst 1985 innerhalb der Oxforder Werkausgabe veröffentlicht. 

## Handlung
Die Handlung spielt zu einer unbestimmten Zeit in der kastilischen Stadt Osma. Der Text entspricht mit geänderten Rollennamen weitgehend der dritten Fassung der Adélaïde: Amélie ou le Duc de Foix.

## Literarische Vorlage und biografische Bezüge
Voltaire, enttäuscht von der lauen Aufnahme seiner 1734 in Paris nur elfmal aufgeführten und ungedruckten Adélaïde du Guèsclin, überarbeitete die Tragödie 1751–1752 insgesamt dreimal. Die Alamire ist die vierte und letzte Fassung. Sie setzt sich überwiegend aus Textbausteinen der vorangegangenen Fassungen zusammen und bringt laut Cartwright keine wirklichen Innovationen.

## Aufführungen und zeitgenössische Rezeption
Die Tragödie Alamire blieb auch nach ihrer Auffindung ungespielt.

## Drucklegung
Die Tragödie blieb nach ihrer Auffindung im Nachlass Voltaires ungedruckt. In einer Randbemerkung im Vorwort zur Adélaïde du Guesclin in der Kehler Gesamtausgabe begründeten die Herausgeber das Weglassen mit der textlichen Nähe zur Fassung des Duc de Foix. Erstmals wurde die Alamire 1985 in der von Theodore Bestermann herausgegebenen Oxforder Werkausgabe veröffentlicht. 

## Erstdruck
- Adélaïde du Guesclin ; Les frères ennemis ; Amélie ou le duc de Foix ; Alamire, The complete works of Voltaire, Band 10, Oxford, Voltaire Foundation: Taylor Institution, 1985